# 상곡마씨 교지
상곡마씨 교지(上谷麻氏 敎旨)는 대한민국 경상남도 합천군 봉산면에 있는 교지이다. 2015년 1월 15일 경상남도의 문화재자료 제588호로 지정되었다.

## 지정 사유
마하백과 마두원 부자는 임진왜란 때 명군으로 출전했던 제독 마귀의 후손이다. 마귀의 증손자 마순상이 우리나라로 귀화하여 경남 합천ㆍ함안ㆍ창원ㆍ거창ㆍ함양 등지에 산재하여 거주하고 있는 상곡마씨의 조상이 되었는데, 마하백은 바로 마순상의 6세손이다.
마하백과 마두원 부자는 모두 무과에 급제하여 무관으로 사환하였던 인물들로, 관련 기록이 《조선왕조실록》과 《일성록》 등에 보인다. 이 두 사람이 받은 교지 30매는 이들 부자의 관직 경력을 알 수 있는 자료가 되며, 경남 합천ㆍ함안ㆍ창원ㆍ거창ㆍ함양 등지에 많이 살고 있는 상곡마씨 문중을 이해할 수 있는 하나의 좋은 자료가 되므로 “경상남도 문화재자료”로 지정한다.

## 지정 목록[2]

### 마하백(麻夏帛) 고신교지 및 배위(配位) 추증교지(17점)
| 번호 | 사진 | 문서명 | 제작 연도               | 크기(가로,세로) | 비고 |
| ---- | ---- | --- | ----------------------- | --------------- | ---- |
| 1    |      | 효력부위선전관(效力副尉宣傳官) 고신교지(告身敎旨)                                                         | 계묘(1843)년 5월 초4일  | 73.5cm, 53cm    |      |
| 2    |      | 선략장군행훈련원판관(宣略將軍行訓鍊院判官) 고신교지(告身敎旨)                                             | 을사(1845)년 정월 ○일   | 72cm, 54cm      |      |
| 3    |      | 통훈대부행기장현감(通訓大夫行機張縣監) 고신교지(告身敎旨)                                                 | 을사(1845)년 정월 초8일 | 74cm, 52cm      |      |
| 4    |      | 겸동래진관기장병마절제도위(兼東萊鎭管機張兵馬節制都尉) 고신교지(告身敎旨)                                 | 을사(1845)년 정월 초8일 | 72.5cm, 53.5cm  |      |
| 5    |      | 절충장군행용양위부호군(折衝將軍行龍驤衛副護軍) 고신교지(告身敎旨)                                         | 무신(1848)년 11월 ○일   | 74.5cm, 54.5cm  |      |
| 6    |      | 통정대부(通政大夫) 고신교지(告身敎旨)                                                                     | 무신(1848)년 11월 초○일 | 80cm, 57cm      |      |
| 7    |      | 절충장군행용양위부호군겸오위장(折衝將軍行龍驤衛副護軍兼五衛將) 고신교지(告身敎旨)                         | 무신(1848)년 12월 ○일   | 75cm, 54cm      |      |
| 8    |      | 절충장군첨지중추부사겸오위장(折衝將軍僉知中樞府事兼五衛將) 고신교지(告身敎旨)                             | 무신(1848)년 12월 ○일   | 75cm, 54cm      |      |
| 9    |      | 절충장군행용양위부호군겸사복장(折衝將軍行龍驤衛副護軍兼司僕將) 고신교지(告身敎旨)                         | 기유(1849)년 5월 18일   | 72cm, 54cm      |      |
| 10   |      | 숙인전씨증숙부인(淑人全氏贈淑夫人) 추증교지(追贈敎旨)                                                     | 기유(1849)년 7월 ○일    | 80cm, 56.5cm    |      |
| 11   |      | 숙인최씨위숙부인(淑人崔氏爲淑夫人) 추증교지(追贈敎旨)                                                     | 기유(1849)년 7월 ○일    | 79cm, 56.5cm    |      |
| 12   |      | 절충장군행용양위부호군충장위장(折衝將軍行龍驤衛副護軍忠壯衛將) 고신교지(告身敎旨)                         | 경술(1850)년 8월 21일   | 74cm, 54.5cm    |      |
| 13   |      | 절충장군행용양위부호군겸순천진전영장토포사(折衝將軍行龍驤衛副護軍兼順天鎭前營將討捕使) 고신교지(告身敎旨) | 경술(1850)년 12월 26일  | 63cm, 54cm      |      |
| 14   |      | 절충장군행용양위부호군겸오위장(折衝將軍行龍驤衛副護軍兼五衛將) 고신교지(告身敎旨)                         | 신해(1851)년 12월 ○일   | 74cm, 54cm      |      |
| 15   |      | 숙인박씨위숙부인(淑人朴氏爲淑夫人) 추증교지(追贈敎旨)                                                     | 계축(1853)년 2월 ○일    | 80cm, 57cm      |      |
| 16   |      | 겸후주진병마첨절제사겸방수장(兼厚州鎭兵馬僉節制使兼防守將) 고신교지(告身敎旨)                             | 무오(1858)년 8월 초6일  | 74cm, 54.5cm    |      |
| 17   |      | 통정대부행후주도호부사(通政大夫行厚州都護府使) 고신교지(告身敎旨)                                         | 무오(1858)년 8월 초7일  | 73.6cm, 54.5cm  |      |

### 마두원(麻斗元)의 고신교지(13점)
| 번호 | 사진 | 문서명 | 제작 연도              | 크기(cm)       | 비고 |
| ---- | ---- | --- | ---------------------- | -------------- | ---- |
| 1    |      | 효력부위선전관(效力副尉宣傳官) 고신교지(告身敎旨)                                                             | 신사(1881)년 10월 ○일  | 78cm, 57cm     |      |
| 2    |      | 선략장군행용양위부사과(宣略將軍行龍驤衛副司果) 고신교지(告身敎旨)                                             | 계미(1883)년 12월 ○일  | 72.5cm, 51.5cm |      |
| 3    |      | 선략장군금위영초관(宣略將軍禁衛營哨官) 고신교지(告身敎旨)                                                     | 갑신(1884)년 5월 ○일   | 71cm, 57cm     |      |
| 4    |      | 선략장군행훈련원주부(宣略將軍行訓鍊院主簿) 고신교지(告身敎旨)                                                 | 갑신(1884)년 윤5월 ○일 | 70cm, 57cm     |      |
| 5    |      | 선략장군행훈련원판관(宣略將軍行訓鍊院判官) 고신교지(告身敎旨)                                                 | 갑신(1884)년 6월 ○일   | 71.5cm, 57cm   |      |
| 6    |      | 어모장군행훈련원첨정(禦侮將軍行訓鍊院僉正) 고신교지(告身敎旨)                                                 | 을유(1885)년 6월 ○일   | 71cm, 54.2cm   |      |
| 7    |      | 통훈대부행공조좌랑(通訓大夫行工曹佐郞) 고신교지(告身敎旨)                                                     | 을유(1848)년 11월 ○일  | 69.5cm, 53cm   |      |
| 8    |      | 어모장군행훈련원첨정(禦侮將軍行訓鍊院僉正) 고신교지(告身敎旨)                                                 | 병술(1886)년 12월 ○일  | 71cm, 53.5cm   |      |
| 9    |      | 어모장군행훈련원첨정(禦侮將軍行訓鍊院僉正) 고신교지(告身敎旨)                                                 | 정해(1887)년 6월 ○일   | 71.5cm, 52.5cm |      |
| 10   |      | 절충장군행용양위부호군겸내금위장(折衝將軍行龍驤衛副護軍兼內禁衛將) 고신교지(告身敎旨)                         | 경인(1890)년 정월 ○일  | 74cm, 52.5cm   |      |
| 11   |      | 절충장군첨지중추부사겸내금위장(折衝將軍僉知中樞府事兼內禁衛將) 고신교지(告身敎旨)                             | 경인(1890)년 정월 ○일  | 74cm, 52.5cm   |      |
| 12   |      | 겸곽산진병마첨절제사능한수성독진장(兼郭山鎭兵馬僉節制使凌漢守城獨鎭將) 고신교지(告身敎旨)                     | 경인(1890)년 정월 ○일  | 74.5cm, 52.5cm |      |
| 13   |      | 절충장군강화부중군겸수성장토포사친군심영병방(折衝將軍江華府中軍兼修城將討捕使親軍沁營兵房) 고신교지(告身敎旨) | 임진(1892)년 정월 ○일  | 74cm, 54.5cm   |      |

## 참고 자료
- 상곡마씨 교지 - 국가유산청 국가유산포털